# 主調整室

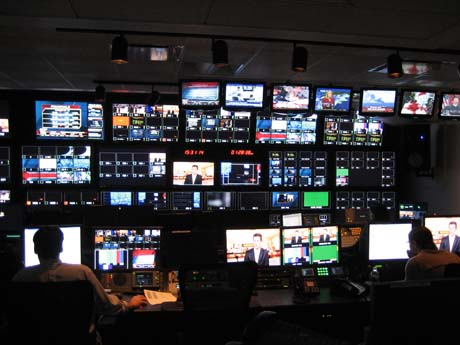
フォックス・ビジネス（アメリカのニュース専門チャンネル）の主調整室

主調整室（しゅちょうせいしつ、英: master control room）は、放送局に設けられる設備のひとつで、放送局の内外で制作され、完成した番組素材（民間放送局（民放）の場合にはコマーシャルメッセージ（CM）を含む）を、放送進行表（放送運行表などともいう）に従い、送信所に送り出すところである。通称は、マスター。英語ではmaster control room（マスター・コントロール・ルーム）という。
法令上の正式名称はあくまで主調整室である。ただし英語で "master control room" というので、日本の民放関係者の日常の通称では「マスター室」あるいは「マスター」とする場合が多い。NHK内部では「オペコン」という通称で一応は統一しているが、NHK東京の主調整室は「送出TOC」と呼ばれている（Technical Operation Control Roomの頭文字）。

## 概要
主調整室の役目は、放送局の内外で制作され、完成した番組素材を、あらかじめ、番組編成作業によって決められた、放送進行表に従って並べ、送信所に送り出すことである。すなわちここで、各番組素材は「番組」（プログラム）となる。法令上、各放送局内にその設置が義務つけられている。
また主調整室は、自らの送信所に対して番組を送出するのみならず、番組素材を他局（NHKの場合は各地方放送局、民放の場合はネットワーク各局など）の主調整室に送り出す、あるいは東京キー局から流れてきた番組ネット回線の番組を近隣の系列局から受けたりまたは他系列局から受けたり送出したりといった役目も持つ。
放送開始当時、これらの業務は全て手作業によって行われていた。しかしながら各種機器を秒単位で手動操作することは大変な困難を伴うため、コンピュータの進歩を待つように自動化が進められた。
現在、ほとんどの主調整室は、放送進行表を「放送運行データ」（民放であれば営業放送システム（略して営放システム）などで作成されるもの）などとして電子化し、これを元に番組の送出に関係する各種機器の操作はコンピュータにより、ほぼ完全に自動化されている。このことから、インターネットラジオ、CS放送などの一部の主調整室では、常時は無人としている主調整室もある。
しかし、主調整室はいわゆる放送設備の要であり、そのトラブルは寸刻を争うものになること、また急な番組内容変更などへの対応は、主調整室で行うことがあるため、地上波・BS放送の主調整室では、番組が放送されている間、常に人員を配置している。また、放送休止中であっても、後述のとおり、人が居ないとできない仕事があるため、地上波・BS放送の主調整室では、24時間、人員を配置していることが多い。
今日、多くの主調整室は有事やテロ集団による乗っ取りや悪質ないたずらを防ぐ目的から、厳重なセキュリティ体制がとられるようになった。ICカードを用いる電子錠や、複数の扉を意図的に配置することで部外者の出入りを厳しく制限している。NHK放送センターのように、職員であっても、放送に直接関わらない部門の者にはその場所が明かされていないことすらある（例外として、施設管理の必要上、ビルメンテナンス担当者には一般に知らされている）。一方で、職員による管理ができる一部の地方局などでは、現在でも予約を入れると見学できるところがある。一部地域では、ガラス造りの間仕切りドアとなっている。

## 主調整室の主要構成
以下、地上波テレビ局の主調整室を例にして説明するが、ラジオ局では映像系の機能がないのみで、基本となるところは同じである。
現在、デジタル対応マスターの製造社は、東芝、NEC、パナソニックの3社で、東芝とNECのシェアが拮抗しており、パナソニック製を採用している局が僅かにある。
フジテレビや放送大学ではデジタル対応マスターが地上波と衛星波（BS・CS）で、また朝日放送（ABC）のようなラテ兼営局では地上デジタル放送・AMラジオ放送が1台に集約されたものがそれぞれ導入されている。

### 狭義の主調整室設備
一般のラジオ放送は、LEDスペクトグラムメーターのみ。テレビ放送は、昔はブラウン管やCRTモニターが一般的であった。現在は、LEDバックライトや大画面の液晶ディスプレイにとって代わった。

#### 放送進行（運行）に関する装置
- 監視机

常時は無人の主調整室もあるが、有人の場合、監視員が座り、その視聴覚により放送の進行や放送の品質を放送進行（運行）表と比べながら最終チェックをするための席である。多くの監視用モニターや連絡装置、自動番組制御装置の操作端末などが机の上やその周辺に置かれた、いわば放送局の「機関長」席である。
- 手動操作用装置（タッチパネル・割り込み操作卓など）

通常時は自動運転とすることが一般的となっている主調整室であるが、報道特別番組(報道特番)への切り替えや不測のトラブル発生時などには、手動運行が必要になる場合がある。そのため、ほぼすべての主調整室に、後述のスタジオ設備、または、簡易な割り込み操作卓・タッチパネルなど、手動操作により放送本線（STL）に直接割り込みができる機能が用意されている。どうにもならなくなった場合に最悪の停波にならないようにする、「しばらくお待ちください」（「チョイ待ち」などという）画面へのスイッチなどもここに含まれている。
- 自動番組制御装置

操作端末は通常、監視机に置かれる。後述の急な放送内容変更に備え、放送進行（運行）データを直接書き換えることのできるものとなっており、民放であれば、場合によっては上位にある営放システムにもアクセスできるようにしてあるものもある。
なお、自動番組制御装置の略称は、放送機器メーカーごとに異なる。
- NEC：APS
- 東芝、パナソニック：APC
- 興和：APM

- データサーバ

民放であれば、自動番組制御装置をオペレートするためのデータ、すなわち上位にある営放システムからの放送進行（運行）データを1日分あるいは数日分、蓄積させるために設けられる。また、営放システムに返す、自動番組制御装置の制御結果、すなわち「放送済みデータ」もここに一時的に格納される。
小規模な自動番組制御装置であれば、これと一体としているものもある。一方、大規模な自動番組制御装置の場合、データサーバを独立・2重化させているものや、データサーバ自体に放送内容の変更が可能な端末を有するものもある。

#### 放送本線に関する装置
ほとんどの装置が自動番組制御装置に接続され、制御されている。
- マトリックススイッチャ

ルーティングスイッチャ、あるいは単にスイッチャと呼ばれることもある。後述する「番組素材再生・収録に関する装置」、各副調整室や外部回線から入力された信号を、放送本線・ネットワーク回線・モニター用などとして切り替え、それぞれに出力するものである。
- ミクサー・キーヤー（MK）・ダウンストリームキーヤー（DSK）

MK、DSKとも、各種字幕スーパーの合成を行う装置である。主調整室では、あらかじめ用意されたスーパーのためにMKを、速報・時計スーパーなど、中身が放送運行データと関係が薄いものをスーパーするためにDSKを使うことが多い。
- フレームシンクロナイザ（ビデオシンクロナイザ、FS、VS）
- STL/TSL装置

送信所に完成した放送内容を送り出す装置である。STLが無線回線の場合、必要な変調をSTL装置で行い、送信所では周波数変換と電力増幅のみを行って放送する場合もある。また、送信所の状態などはTSL装置によって受信される。遠隔地にある主要な中継局（重要局）などの状態もTSL装置によって常時、受信されている。
- 送信所遠隔操作装置（送信所リモコン）

かつて送信所が有人であった頃、送信機（放送機）などの操作は送信所で行われていたが、今日では主調整室で行われるのが一般的であり、その操作端末が置かれている。TSLなどによって、送信所に置かれた各機器の状態もわかるようになっている。

#### 番組素材再生・収録に関する装置
自動番組制御装置（もしくは手動）により制御される。
- ビデオテープレコーダ
- CMバンクシステム
- 番組バンクシステム：1日に放送する番組の完成原版を事前に番組バンクに貯蓄し放送に備える。
- ビデオファイル（VF、VAF）
- オーディオファイル（AF）

#### デジタル放送用装置
エンコーダー・多重化装置
映像・音声をMPEG-2またはH.264でエンコードしたものを多重化し、トランスポートストリームにする装置のことを言う。多重化する本体のことをMUXと呼ぶことが多い。
SI/EPG送出装置
電子番組表のもとになる情報を送出する装置。なお、この情報のことをSI（Service Information：システムインテグレーターのことではない。）と呼んでおり、MPEG-2システム、およびARIBで用語が定義されている。

#### その他の装置
- 速報装置
- 時計装置
- 同期信号発生装置
- 緊急警報放送用装置
- 放送同時収録装置
送信所から送信された放送波を受信し、放送内容を映像・音声として記録するための装置である。また、TS（トランスポートストリーム）そのものを記録することもある。通称、「ON AIR 同録」などとよばれ、放送法第10条で、3ヶ月間の映像・音声を記録する「法定同録」が定められている[1]。その他、放送事故の原因検証用などにも使われる。
- 気象情報端末装置
送信所の風水害などの状況を知る、あるいは予測して対応するため、今日、備え付けているところが多い。レーダーアメダス合成図などが一般的である。
- 同報連絡装置
系列局連絡用の指令電話。キー局から系列全局への一斉連絡ができるのが特徴。
- ネットキュー信号送受信装置
民放であれば、例えばキー局から系列各局が番組素材を受けて放送しているとき、そのCMを入れるタイミング（CMチャンス）はキー局が出す。また、地方局からキー局に番組素材を送り、各系列局がそれを受けて放送している場合、その地方局（発局）がCMチャンスを出す場合がある。このCMチャンスなどの信号を送受信するための装置である。
- マスターテロッパ
テロップとは、放送画面上に静止画を表示すること、またはその装置である。数十年程前まで、はがきほどの大きさの紙に絵や文字を描いたもの（テロップカード）を専用の装置にセットし撮像して、そのまま全画面的に放送、または特殊な映像処理をほどこして画面に合成（字幕など）していた。今日ではテロップは電子化されており、テロップカードに相当する画像データを専用の小型コンピュータ上で制作、ダイレクトに放送画面に合成させるものがほとんどとなっている。なおこのようなシステムは、本来のテロップに対して、「電子テロップ」と言い分けがなされることもある。
NHKテレビがアナログ放送終了まで時報の際に画面に大写しにしていたアナログ時計は、このテロップ装置の規格に準拠したサイズの実際の時計だった。

その他、古い番組素材のために、シネコーダ、スライド再生機、カートリッジテープ装置などを保存している主調整室もある。

### 主調整室に併設される設備（広義の主調整室の設備）

#### スタジオ設備
主に地方局において、スポットニュースや短時間の生番組（気象情報番組や番組案内など）で使用することを主目的として、主調整室内のアナウンスブース内にカメラや簡便なセットを常設、ここをスタジオとして使用するケース（「マスタースタジオ」などと呼ばれる）や、主調整室の送出卓に隣接して、極めて小規模の副調整室機能（「マスターサブ」などと呼ばれる）を設置している局がある。
なお、こちらの設備は局によって設置状況はまちまちであり、ニュース専用スタジオが存在しない一部の局においては、「マスタースタジオ」「マスターサブ」の双方が設置されていることが多く、ニュース専用スタジオが存在する局でも、一部の局には「マスターサブ」が設置されており、省力化を目的として「マスターサブ」から深夜早朝を中心に（一部は日中の定時ニュースなどでも）ニュース専用スタジオを稼働する局もある。
ちなみに、緊急時に通常の放送を中断してニュースなどを割り込ませるような場合（「緊急割り込み」「マスターカット」などと呼ばれる）、ニュース専用スタジオがある局では、基本的にそのスタジオの副調整室の信号を割り込ませるように設定されていることが多いが、先述のように「マスターサブ」が設置されている局においては、そこの信号を割り込ませるように設定されていることが多い。

#### 回線設備
従来より、FPUや専用線などから番組素材を受けるためなどの、いわゆる回線設備を置いた「回線センター」などと呼ばれる独立した場所があるが、回線設備の小型化により、キーあるいは準キー局などの大規模局以外では、この回線センターの機能が主調整室内に置かれるようになった。ただしその役割は主調整室のものとは全く異なるものであることから、そのフロア部分のみを特に「リモート室」「中継室」などと呼び、区別していることが多い。
- 衛星回線、SNG
- マイクロ波回線、FPU
- NTT中継回線 放送線など専用線　いわゆるネットワーク回線

## 主調整室の業務
主な業務を挙げる。
送出、送信監視（監視）
いわゆる「監視」を担当する監視員のことを「TD」と呼ぶことがあるが、これは「テクニカルディレクター」のことで、その放送中、その放送内容が放送進行表（運行表）に従っているか、映像、音声のいわゆる「品質」が、送出、送信ともに所定のものであるかを常時、監視する。なおここでいう「送出」とは、自動番組制御装置からSTLに放送内容を送り出すことであり、「送信」とは、送信所から放送内容を放送電波として視聴者に送り出すことを示す。
自動運行に技術的障害が発生した場合、TDはマスタースイッチャーとして手動送出を担当する。なお現代においては、自動番組制御装置により、常時はマスターディレクター（「MD」などと呼ぶ）は主調整室に不在であるが、緊急事態などで、放送内容に変更が生じる場合、民放であれば、番組編成担当者とCM編成担当者が主調整室に駆けつけてMDとなり、TDにスイッチングの指示を出し、放送運行の全指揮をとる。
通常の監視業務は通常、2名1チーム、3交代制などが組まれ、1時間から4時間間隔でTDを交代しながら行われる。現代においては機器の信頼性向上により、モニター設備を主調整室外に移し、TDも常時は不在とするところもある。また現代において、送信所設備の操作端末なども主調整室に置かれ、送信業務の一部（送信所にある送信機の操作など）が主調整室の担務となっているが、これについては原則として当番の無線技術士が担当する（ただし現代においては、例外規定により無資格の当番スタッフが担当することもある）。
放送進行（運行）データ管理
民放であれば、放送進行表（運行表）の原本は営放システムにあり、これを電子データとして、自動番組制御装置にセットする。また、放送済みデータを営業放送システムに返す作業もある。今日、作業そのものは自動化されており、正常に行われたかどうかの確認が人手によってなされている。非常時には手動で行われる。
放送機器管理（保守修繕作業）
個々の再生装置などの管理は放送中にも行うことが可能であるが、放送本線に関する部分については、放送終了から放送開始までの間に行われる。現代においては放送本線を含めて完全2重化されたシステムや、保守中も2重化を継続できるように放送本線を3重化したシステムもあり、この場合には放送本線に関する部分についても、放送中に行われることがある。
放送素材セット
VTRなどの放送素材を、順次、機器にセットし放送に備える。かつてのテレシネ室業務に相当する。民放ではいわゆる番組とCMの両方があり、営業放送システムから別途出力される番組素材表、CM素材表に従い、人手によってそれぞれセットされる。現代においては数日分の放送素材をまとめて機器にセットできるようになったことから、「番組バンク室業務」、「CMバンク室」業務として、一度は主調整室業務と統合されたテレシネ室業務が、名前を変えて再び主調整室業務から分離されるようにもなってきている。

## 主調整室での放送内容変更
原則的に主調整室で番組編成を変更する操作は行われないが、緊急性の高い災害、事件、事故などが発生した場合（各放送系列及び各局により、細かな判断基準がある。）には例外的に行われる。その際の操作例を以下に示す。

### マスターカット
極めて緊急性の高い内容の放送を直ちに行わなければならない場合にとられる処置である。予定された放送内容を所要時間切ることからこの名前がある。
指定したスタジオやネットワーク回線などからの緊急番組素材を所要時間「本線に直結して」放送する。従ってこの間、番組自動送出システムにプログラムされている放送内容はすべてカットされ、放送されない。放送終了後はそのまま、その時点より予定された放送内容に戻る。
別途、契約時に各スポンサーと取り決めが行われてはいるが、放送されなかったCMについては補償の対象となる（受け取った広告料を出稿者に返却しなければならない）ことから民放では好まれない処置であり、可能な限り速報スーパーなどで一次対処される。その一方、自動番組送出システムのプログラムに関係なく、スイッチャーの手動切り替えのみで行うことができるものであることから即応性が高く、スポンサーとの関係を考慮する必要のないNHKでとられることの多い処置である。

### こじ開け
内容の緊急性は高いが、ある程度放送までに、時間的余裕のある場合にとられる処置である。予定された1日分の放送内容そのものは変更せず、その中に新たな放送内容を急遽、編成して予定された番組編成に割り込ませる。すなわち「番組編成の時間枠をこじ開ける」ことからこの名前がある。
指定したスタジオやネットワーク回線などからの緊急番組素材を所要時間放送するためのデータを急遽作成、自動番組送出システムのプログラムの該当部分をこじ開け、ここにプログラムを直接書き足して放送する。
放送後は、番組自動送出システムにプログラムされている予定の放送内容を、こじ開けた時間分だけ繰り下げてそのまま放送する。従って予定されている全ての放送内容は時間遅れで全て放送される（NHK総合テレビで行なわれる「ニュース7」の2分延長―「クローズアップ現代」のずらし、これに伴う「全国の気象情報」の中止が該当する）。
民放の場合、スポンサーとの関係でこの処置がとられることが多い。

### 逐次データ修正
放送までに比較的余裕がある、あるいは「長丁場」となる報道特別番組などに対して行われる処置である。民放では、編成担当者や営業担当者などが主調整室に集まり、逐次その場で手作業による番組編成をおこない、自動番組送出システムのプログラムを直接書き換えながら放送する。多くの場合、まずマスターカットやこじ開けで一次対応した後、スタッフに緊急招集をかけ、集まり次第、逐次データ修正による放送に移行する。

### 階段プログラムの選択
重要事件の犯人逮捕、重大事件の判決言い渡し公判など、いわゆる「Xデー」が予定されている場合、サブプログラム（各放送系列によって名称の違いがある。例えばJNN系列であれば「マルチプログラム」もしくは「階段編成」と呼ばれる）としてあらかじめ用意されているものを用い、所定の時刻以降の放送進行を所定時刻まで丸ごと入れ替える。
これは、事件・事故などの緊急事態に限らず、「予定された通常の作業」として、例えば野球やサッカーなどスポーツ中継などでは、「5分延長」「10分延長」の場合といったものがそれぞれ用意されており、試合の進行状況を見計らいながら順次「乗り換えて」いく。時間軸でそれぞれのプログラムを並べてみると階段のようになることから、この番組編成のことを「階段編成」、それぞれのサブプログラムのことを「階段プログラム」という。
ラジオ放送では同じく野球中継放送などで「Aプロ」「Bプロ」といったものが用意されるが、基本的にいわゆる「晴雨プログラム」であり、テレビ放送の階段プログラムとは異なった考え方、内容のものとなっている。

### タイムシフト
放送運行データを変更する端末の中には、一定の範囲の放送運行データに対し、決められた時間だけ開始時刻を遅くする（または、早くする）「タイムシフト」機能を有するものもある。この機能だと前述の階段プログラム選択では大量の「階段」を必要とする処理も、レギュラー編成のみ又は少ない階段数で可能になる。そのためスポーツ中継の延長処理などをこの「タイムシフト」を利用して行うことも増えてきている。

## 歴史

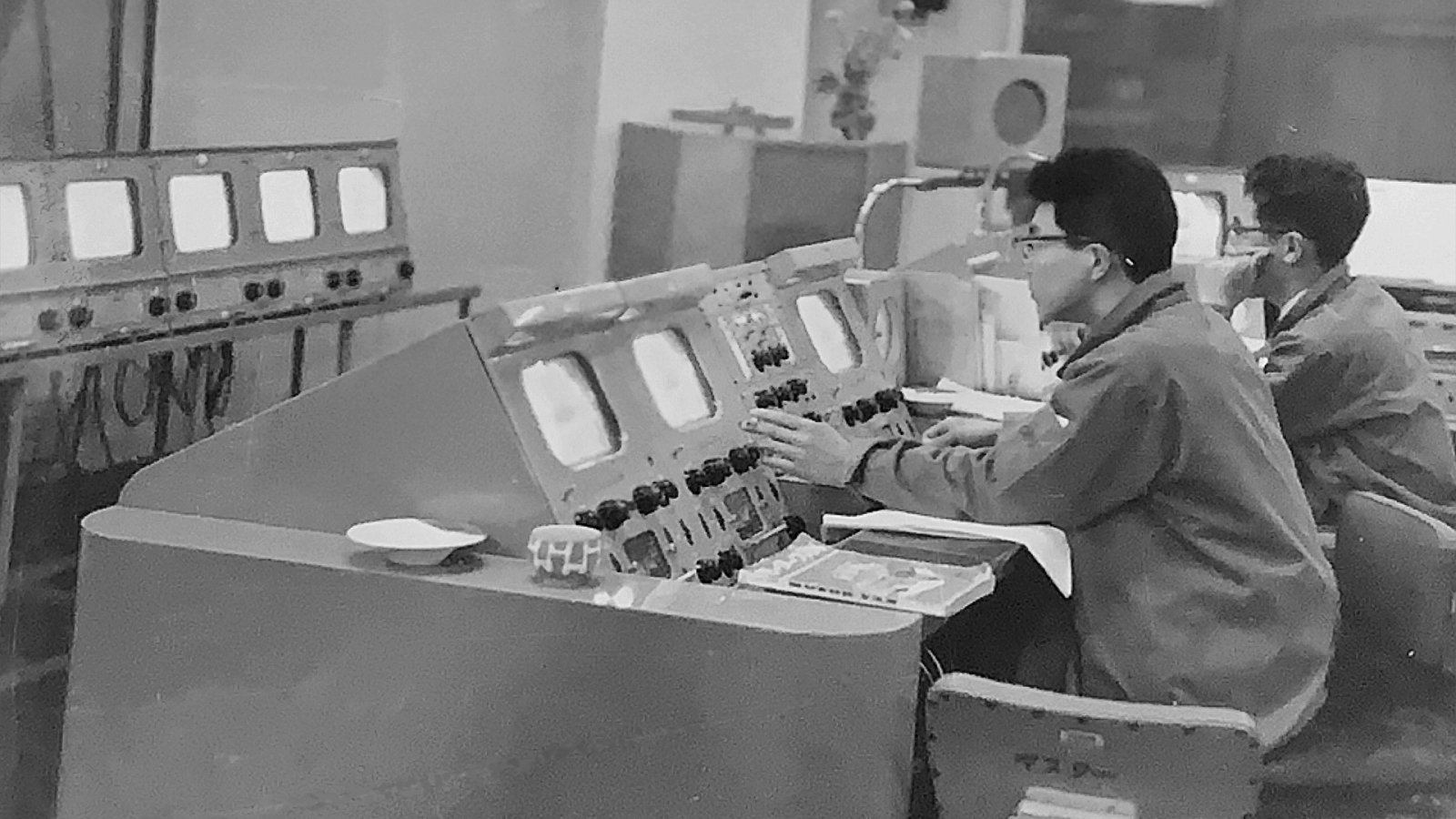
1961年頃の日本の放送局のマスター室。大分放送の設備

かつて主調整室の業務は全て人手によって行われていた。すなわちマスターディレクター、マスタースイッチャー（放送進行表（運行表）に従って、映像、音声を切り換える操作員）など、現在、スタジオで行われるいわゆる生放送とほぼ同じ人員体制が3ないしは4クルー作られ、その放送中、交代でひとときも絶えることなく手動にてスイッチングが行われていた。
全ての操作が完全に人手によって行われていたことや、放送設備が脆弱であったことから、その放送は午前6時頃から午後1時頃まで行われた後、いったん休止して、その間に番組素材の準備（ほとんどが生放送であったので、スタジオや副調整室の準備が主であった。）や、送信機の調整がなされ、午後4時頃に再開、日付が変わる前後にその日の放送を終了し、翌日の放送の準備が再び徹夜でなされるといったものであった。
なお当時、その利便性から主調整室が送信設備に隣接して置かれることも多く、特にテレビの場合、スタッフは「山登り」をして主調整室のある送信所に通っていた。現在も開局当時のテレビジョン送信所を使っている放送局の送信所には、当時のスタッフのための設備が遺されているところが多い。また、見学コースなどが遺されているところもある。
なお、当時の数少ない収録番組素材はフィルム、CM素材はフィルムやスライドフィルム、あるいはテロップカードであり、これらを順番に送出するために主調整室とは別に、フィルムを直接テレビで放送するための「テレシネ」を中心機材とした「テレシネ室」が設けられ、こちらもその放送中、スタッフが交代で送出作業に携わっていた。
現在では主調整室業務はこのテレシネ室業務及び送信監視・操作業務を統合したものであり、概ね、最も大変なスイッチングの業務について自動化されたものとなっている。従って放送設備の飛躍的な進歩により大幅に省力化はされているが、業務の流れそのものについては、放送開始当時からあまり変わってはおらず、番組自動制御装置に大きな障害が発生した場合などには、直ちに手動運行体制がとられる。